# VReveal
vRevealは、米MotionDSP社が開発した動画用の画質改善ソフトウェアである。
従来の動画用画質改善技術は、静止画となった1枚ごとの画像情報に対して輪郭補正や点ノイズの除去などの処理を施すのみだったが、MotionDSP社は画像の前後のフレームからの画像情報も動き検出による調整を含めて画質補正に使用することでより優れた画質改善を行なっている。実質的に失われた解像度を上げ、暗すぎたり明るすぎたりして細部が判別できなくなった動画からも明暗補正に伴うダイナミックレンジの減少を補うことでかなりの復元が可能になる。
この画質改善処理を行なうには大きな演算量が求められるため、PCでは低解像の短い動画でも処理に長時間かかり、MotionDSP社では当初は自社の動画共有サイト「FixMyMovie」上での無償変換サービスという形でサーバー側での演算能力を使用してこの技術を実演していた。
動画共有サイト上でも低解像の動画だけを対象としていたが、例えば米NVIDIA社製のCUDA対応GPUのような並列処理専用ハードウェアが援用出来る環境が揃いつつあるなど、個人のPC上でもある程度の処理なら実用的になったとして、米国時間の3月24日に市販を開始し、サイト上での無償変換サービスは終了した。
本ソフトウェアは（少なくとも2009年4月の段階では）入力で垂直解像度576本までの解像度を持ち、出力では1280×720画素までの動画を処理対象としており、それ以上の解像度は対応していない。また、一般的なデジタルビデオカメラやTVの録画などの標準解像度またはそれ以上の解像度でどのくらいの時間が掛かるかは不明である。発売直後日本語版は無かったが1.1.0で追加された。
米CIAにも本製品の高性能版「Ikena」が採用されたという。